# Darci Lynne Farmer
Darci Lynne Farmer (Oklahoma, 12 de octubre de 2004) es una ventrilocua, 
cantante y actriz estadounidense. Fue la ganadora de la duodécima temporada del programa de televisión de la NBC America´s Got Talent.
Darci Lynne se convirtió en la tercera niña en ganar America´s Got Talent, tras Bianca Ryan en la primera temporada y Grace VanderWaal en la undécima temporada. Es también la tercera ventrilocua en ganar el programa, después de Terry Fator en la segunda temporada y Paul Zerdin en la décima temporada.

## Primeros años
Darci Lynne Farmer nació el 12 de octubre de 2004 y vive en Oklahoma City. Según crecía mostraba interés en el canto pero debido a su timidez temía actuar delante del público. Sus padres le animaron a vencer su timidez participando en el International Cinderella Scholarship Program, donde fue coronada como International Mini Miss. En aquel concurso conoció a la titular del International Teen, Laryssa Bonacquisti, una joven ventrilocua que inspiró a Farmer a probar la ventriloquia. Es autodidacta y aprendió a interpretar sin mover sus labios. Entonces pidió a sus padres, Clarke y Misty Farmer, un títere, insistiendo que le ayudaría a superar su timidez. En su décimo cumpleaños, le regalaron un títere.
En 2014 participó en Edmond´s Got Talent, donde ganó el primer premio después de prepararse a partir de los consejos de Bonacquisti. Desde entonces ha trabajado con el entrenador ventrilocuo Gary Owen y la profesora vocal Tiana Plemons. En 2015 obtuvo el primer puesto en Oklahoma´s Got Talent y Oklahoma Kids y ganó Broadway, Specialty Acts y Entertainer of the Year en American Kids en Branson, Misuri. En marzo de 2016, Farmer apareció en Little Big Shots US y en julio del mismo año se convirtió en la primera niña ventrilocua en actuar para un espectáculo nocturno en los 40 años de historia de la Vent Haven International Ventriloquists ConVENTion. En marzo de 2017 apareció en Little Big Shots UK.

## Carrera

### 2017:America´s Got Talent
Farmer compitió en la duodécima temporada de America´s Got Talent en 2017. Durante el primer programa, el 30 de mayo, Farmer y su títere, una conejita llamada Petunia, interpretaron la canción Summertime, de George Gershwin. Mel B alabó la actuación y pulsó su Golden Buzzer, permitiendo a Farmer superar la selección del jurado y pasar directamente a los cuartos de final. El vídeo de esa actuación se situó en cuarta posición en la lista de los vídeos más virales de 2017 en Youtube.
En la primera actuación en directo después de recibir el Golden Buzzer, Farmer le dedicó una canción a Mel B con Oscar, su títere de ratón tímido y tartamudo, interpretando Who´s Lovin´ You, de Smokey Robinson. Los jueces Howie Mandel, Mel B, Heidi Klum, y Simon Cowell dieron una gran ovación a Farmer, que recibió suficientes votos de los espectadores para pasar a las semifinales. En estas, Farmer actuó con su títere Edna Doorknocker para cantar You Make Me Feel Like A Natural Woman, de Aretha Franklin, y permaneció junto a la mesa de los jueces, donde Edna pudo coquetear con Simon Cowell. De nuevo, los cuatro jueces dieron a Farmer una gran ovación y el voto de los espectadores la llevó a la final.
Para la competición final, Farmer interpretó la canción With a Little Help from My Friends, de Los Beatles, con los títeres Petunia y Oscar. Otra vez se ganó la ovación de los jueces y Cowell predijo "pienso que vas a ganar." Para finalizar el episodio 22, Farmer cumplió su sueño al interpretar Anything You Can Do, de Annie Get Your Gun, con su ídolo y mentor Terry Fator; Farmer cantando con Petunia y Fator con Winston la tortuga. La competición redujo los finalistas a cinco y luego a dos, Farmer y Angelica Hale. La presentadora Tyra Banks anunció que Farmer era la ganadora de la temporada, habiendo recibido la mayoría de los 52 millones de votos emitidos. Con la victoria, Farmer recibió como premio un millón de dólares y una actuación en Planet Hollywood en Las Vegas, originalmente para el 3 y 4 de noviembre. Debido a que se agotaron las entradas se programaron dos espectáculos adicionales para el 2 y 5 de noviembre.

#### Post-America´s Got Talent
Farmer acudió como invitada a The Ellen DeGeneres Show en septiembre de 2017. En octubre apareció en el vídeo de Jeff Dunham The Haunted House on Dunham Hill. En noviembre participó como invitada en el espectáculo de Terry Fator en el Hard Rock Hotel & Casino Tulsa, en Catoosa, Oklahoma. El día 27 del mismo mes apareció en A Very Pentatonix Christmas con una repetición el 6 de diciembre.
El 4 de diciembre de 2017, Farmer apareció como parte del evento caritativo One Night With the Stars en el Madison Square Garden. De cara al 16 de diciembre, su espectáculo iHeartMedia y KJ103 Present Darci Lynne agotó las entradas en tan solo seis minutos. Como resultado, fue programado un espectáculo matutino el mismo día y otras dos representaciones el 17 de diciembre.

### Gira de 2018
El 28 de noviembre de 2017 fue anunciada su gira nacional, Darci Lynne and Friends Live, empezando con cinco ubicaciones en enero y febrero de 2018.

## Títeres
- Petunia – Una conejita cantante.
- Oscar – Un ratón tartamudo.
- Edna Doorknocker – Una señora mayor.
- Katie – Una vaquera.
- Okie – Un pato amarillo.
- Scarlett – Una zorrita.
- Nigel – Un pájaro británico.

## Vida personal
Darci asiste al colegio en Edmond, Oklahoma. Perdió el primer día de clase de séptimo grado debido a su aparición en directo en America´s Got Talent el 16 de agosto. Sus progenitores son Clarke y Misty Farmer y tiene tres hermanos: Nick, Dalton y Nate.